# Monarque de Yap
Monarcha godeffroyi
Espèce
Statut de conservation UICN

 NT  : Quasi menacé
Le Monarque de Yap (Monarcha godeffroyi) est une espèce de passereau de la famille des Monarchidae.

## Répartition
Il est endémique aux États fédérés de Micronésie.

## Habitat
Il habite les forêts subtropicales ou tropicales humides, en plaine ou en mangrove.